# Danjoutin
Danjoutin est une commune française située dans le département du Territoire de Belfort, la région culturelle et historique de Franche-Comté et la région administrative Bourgogne-Franche-Comté. 
Ses habitants sont appelés les Danjoutinois.

## Géographie

### Description

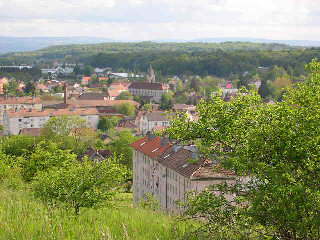
Vue générale.

Danjoutin est une commune franc-comtoise de la périphérie de la ville de Belfort, jouxtant au sud celle-ci et située à 38 km au sud-ouest de Mulhouse, 13 km au nord de Montbéliard, 75 km au nord-est de Besançon et à 17 km de la  frontière franco-suisse.

### Hydrographie

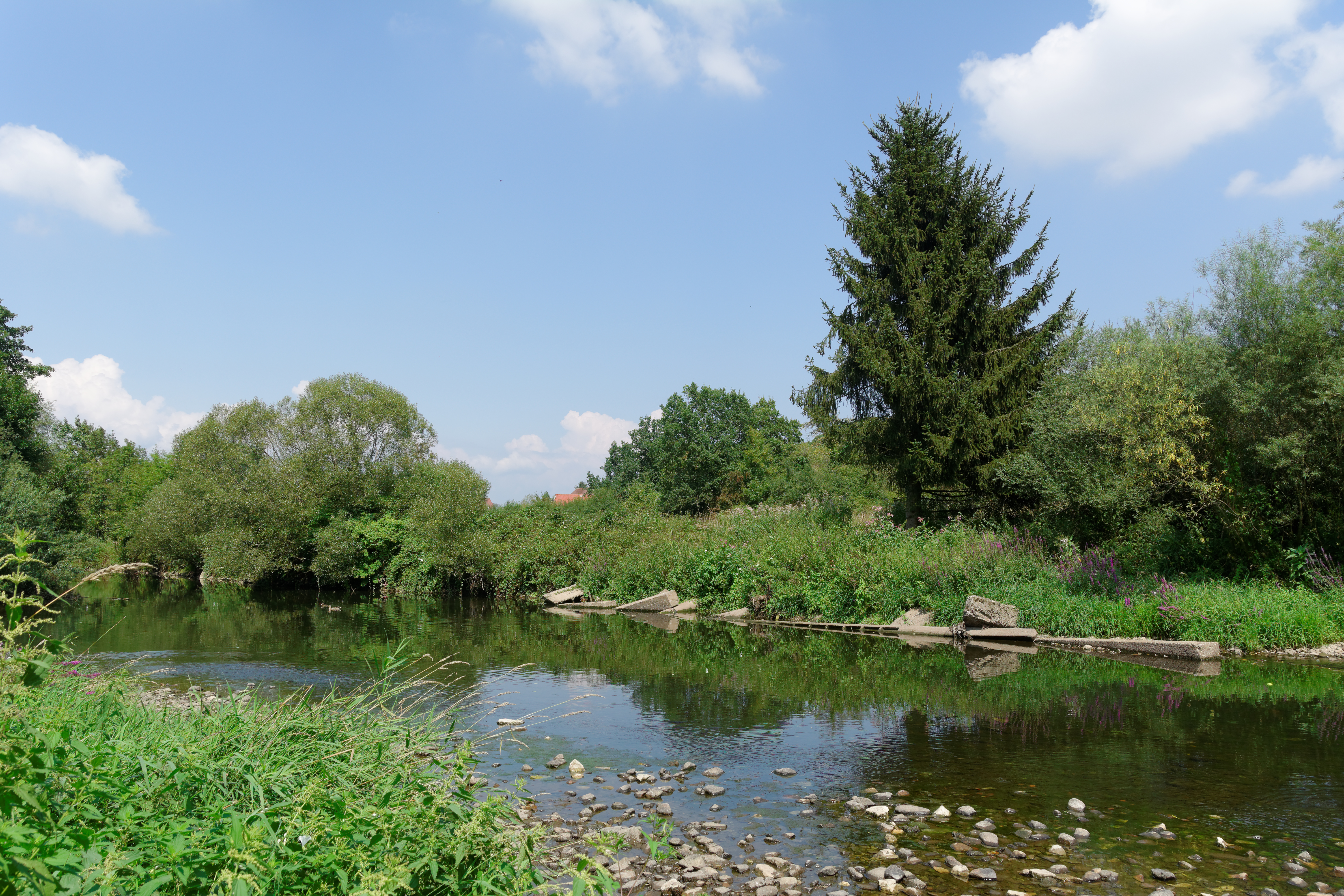
La Savoureuse.
Photo : Thomas Bresson

Danjoutin est drainé par la Savoureuse, un sous-affluent du Rhône par le Doubs, la Saône et l'Allan.
Le canal de la Haute-Saône, construit pour relier Ronchamp au canal du Rhône au Rhin tangente à l'ouest le territoire communal.

### Transports et déplacements
La ville est desservie par :
- les routes départementales D47, D47C, D19 et D23 ;
- l'autoroute A36 ;
- la ligne 3 du réseau d'autobus Optymo, qui donne accès à toutes les autres lignes du même réseau puisqu'elle traverse tous ses pôles d'échanges (Gare, Liberté Follereau/Madrid, Gare TGV, Multiplexe et Clemenceau) ;
- la gare de Danjoutin, implantée sur la ligne de Belfort à Delle. Cela permet d'accéder aux TGV (en effectuant une correspondance en gare de Belfort - Montbéliard TGV), mais aussi au réseau ferroviaire suisse (en changeant de train à la gare TGV précitée ou bien à Delle, selon les horaires). Le territoire communal est également traversé par les lignes de Dole-Ville à Belfort et de Paris-Est à Mulhouse-Ville, ainsi que le raccordement ferroviaire qui relie directement les deux dernières entre elles ;
- la FrancoVéloSuisse, ou grande piste cyclable du Territoire de Belfort, qui relie Belfort, Delle et Porrentruy en Suisse[2].

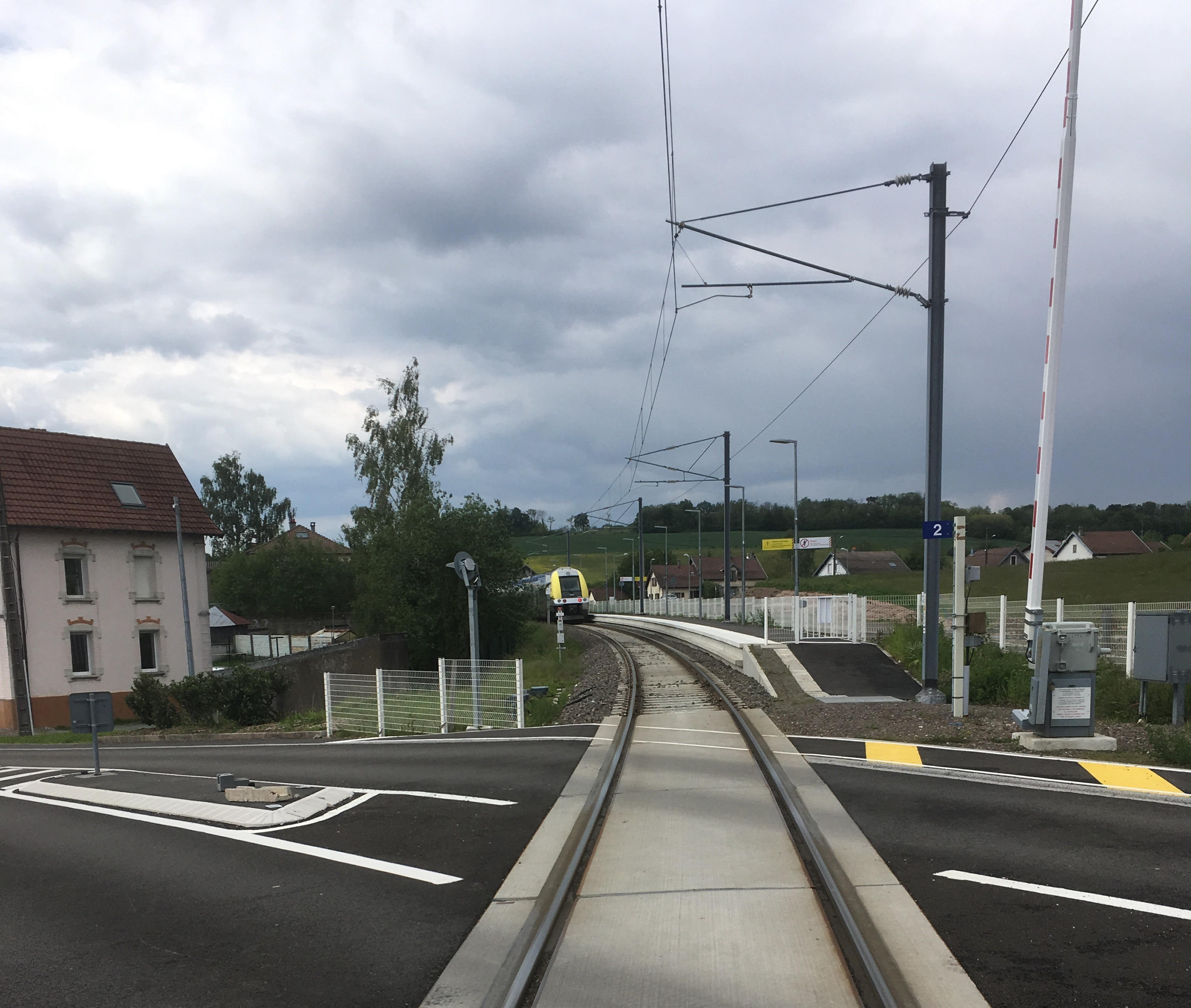
La halte ferroviaire

### Climat
Pour des articles plus généraux, voir Climat de la Bourgogne-Franche-Comté et Climat du Territoire de Belfort.
En 2010, le climat de la commune est de type climat de montagne, selon une étude du Centre national de la recherche scientifique s'appuyant sur une série de données couvrant la période 1971-2000. En 2020, Météo-France publie une typologie des climats de la France métropolitaine dans laquelle la commune est exposée à un climat semi-continental et est dans la région climatique  Vosges, caractérisée par une pluviométrie très élevée (1 500 à 2 000 mm/an) en toutes saisons et un hiver rude (moins de 1 °C). 
Pour la période 1971-2000, la température annuelle moyenne est de 9,8 °C, avec une amplitude thermique annuelle de 17,3 °C. Le cumul annuel moyen de précipitations est de 1 263 mm, avec 12,4 jours de précipitations en janvier et 10,6 jours en juillet. Pour la période 1991-2020, la température moyenne annuelle observée sur la station météorologique de Météo-France la plus proche, « Dorans », sur la commune de Dorans à 4 km à vol d'oiseau, est de 10,9 °C et le cumul annuel moyen de précipitations est de 974,0 mm. 
La température maximale relevée sur cette station est de 38,1 °C, atteinte le 24 juillet 2019 ; la température minimale est de −16 °C, atteinte le 20 décembre 2009,,. 
| Mois                                  | jan.          | fév.           | mars          | avril         | mai           | juin         | jui.          | août          | sep.          | oct.          | nov.          | déc.          | année     |
| ------------------------------------- | ------------- | -------------- | ------------- | ------------- | ------------- | ------------ | ------------- | ------------- | ------------- | ------------- | ------------- | ------------- | --------- |
| Température minimale moyenne (°C)     | −0,2          | −0,3           | 2,3           | 5,5           | 8,7           | 12,6         | 14,4          | 14,1          | 10,7          | 7,1           | 3,6           | 0,6           | 6,6       |
| Température moyenne (°C)              | 2,2           | 2,9            | 6,8           | 10,8          | 13,8          | 18           | 20,1          | 19,7          | 15,9          | 11,1          | 6,6           | 3,3           | 10,9      |
| Température maximale moyenne (°C)     | 4,6           | 6,2            | 11,3          | 16,1          | 19            | 23,4         | 25,8          | 25,4          | 21,2          | 15,2          | 9,6           | 6,1           | 15,3      |
| Record de froid (°C) date du record   | −11 07.01.17  | −13,8 05.02.12 | −7,5 01.03.18 | −3,7 06.04.21 | −1,3 06.05.19 | 5,2 21.06.10 | 7,2 03.07.11  | 6,4 30.08.09  | 2,8 20.09.12  | −3,7 29.10.12 | −8,7 30.11.10 | −16 20.12.09  | −16 2009  |
| Record de chaleur (°C) date du record | 18,4 01.01.23 | 21,4 24.02.21  | 25,2 31.03.21 | 27,7 21.04.18 | 32 25.05.09   | 35 19.06.22  | 38,1 24.07.19 | 37,8 07.08.15 | 33,4 11.09.23 | 29,5 02.10.23 | 23,1 07.11.15 | 16,8 24.12.13 | 38,1 2019 |
| Précipitations (mm)                   | 94,5          | 71             | 66,1          | 66,3          | 97,8          | 82,5         | 70,3          | 87,1          | 60,1          | 79,4          | 84,1          | 114,8         | 974       |

| Diagramme climatique                                  |           |             |             |           |              |              |              |              |             |            |             |
| J                                                     | F         | M           | A           | M         | J            | J            | A            | S            | O           | N          | D           |
| 4,6−0,294,5                                           | 6,2−0,371 | 11,32,366,1 | 16,15,566,3 | 198,797,8 | 23,412,682,5 | 25,814,470,3 | 25,414,187,1 | 21,210,760,1 | 15,27,179,4 | 9,63,684,1 | 6,10,6114,8 |
| Moyennes : • Temp. maxi et mini °C • Précipitation mm |           |             |             |           |              |              |              |              |             |            |             |

Les paramètres climatiques de la commune ont été estimés pour le milieu du siècle (2041-2070) selon différents scénarios d'émission de gaz à effet de serre à partir des nouvelles projections climatiques de référence DRIAS-2020. Ils sont consultables sur un site dédié publié par Météo-France en novembre 2022.

## Urbanisme

### Typologie
Au 1er janvier 2024, Danjoutin est catégorisée ceinture urbaine, selon la nouvelle grille communale de densité à sept niveaux définie par l'Insee en 2022.
Elle appartient à l'unité urbaine de Belfort, une agglomération inter-départementale regroupant 16  communes, dont elle est une commune de la banlieue,,. Par ailleurs la commune fait partie de l'aire d'attraction de Belfort, dont elle est une commune de la couronne,. Cette aire, qui regroupe 91 communes, est catégorisée dans les aires de 50 000 à moins de 200 000 habitants,.

### Occupation des sols
L'occupation des sols de la commune, telle qu'elle ressort de la base de données européenne d’occupation biophysique des sols Corine Land Cover (CLC), est marquée par l'importance des territoires artificialisés (43,2 % en 2018), une proportion identique à celle de 1990 (43,2 %). La répartition détaillée en 2018 est la suivante : 
forêts (35,1 %), zones urbanisées (29,7 %), zones agricoles hétérogènes (21,7 %), zones industrielles ou commerciales et réseaux de communication (13,5 %). L'évolution de l’occupation des sols de la commune et de ses infrastructures peut être observée sur les différentes représentations cartographiques du territoire : la carte de Cassini (XVIIIe siècle), la carte d'état-major (1820-1866) et les cartes ou photos aériennes de l'IGN pour la période actuelle (1950 à aujourd'hui).

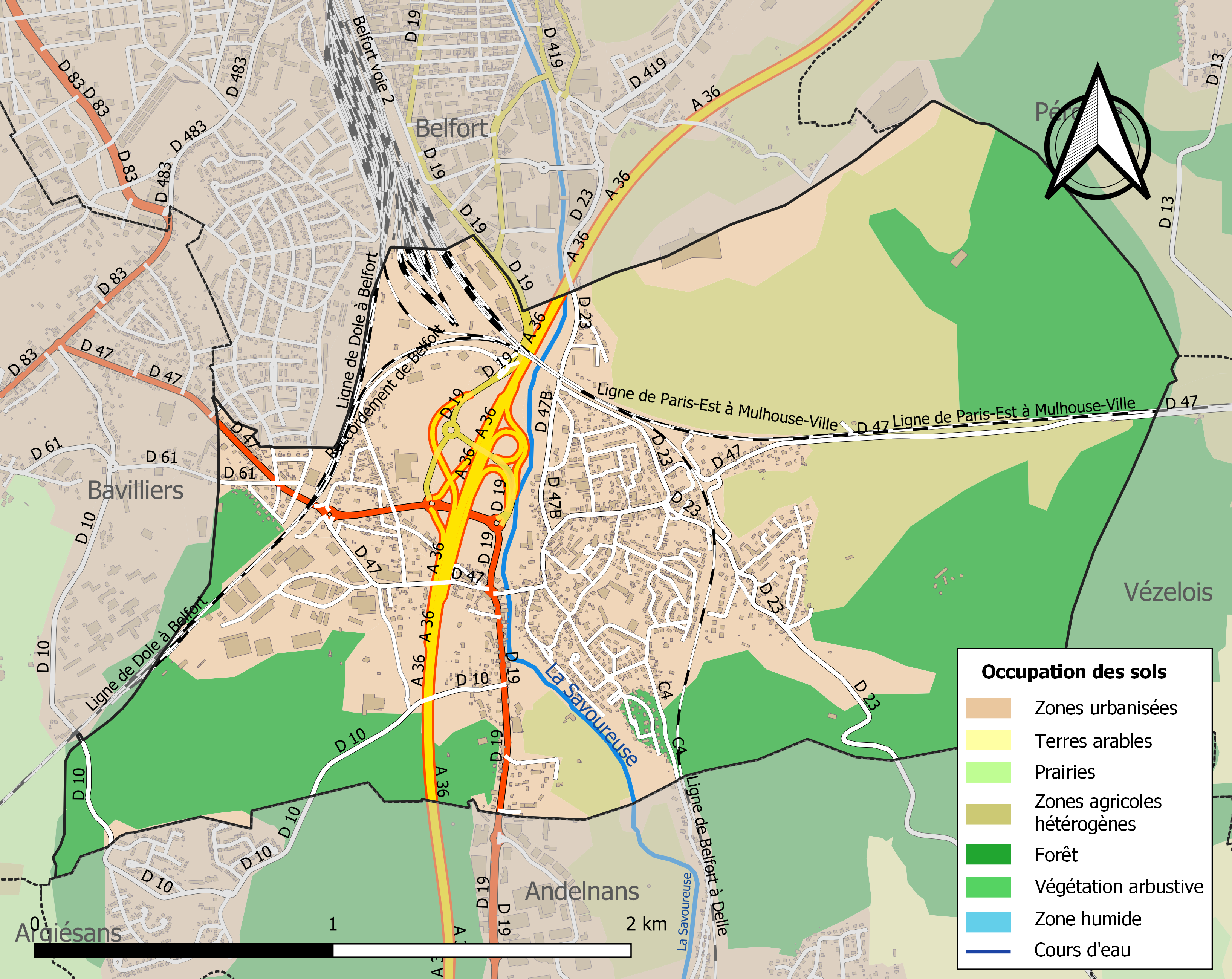
Carte des infrastructures et de l'occupation des sols de la commune en 2018 (CLC).

## Toponymie
Prope Dampnum Justinum (1317), Danjustin (1342), Danso (1576), Dampjustin (1680)[réf. nécessaire].
Le nom du village viendrait du latin Dominus Justinus ou domus Justini mais on ne le rencontre dans les archives qu'à partir du XIIe siècle.

## Histoire
Le village de Danjoutin semble s'être développé au croisement de deux voies romaines dont l'une remontait vers le nord sur la rive gauche de la Savoureuse en venant de Trévenans et l'autre venait de Banvillars en traversant Bavilliers. Des vestiges de cette époque ont été découverts au XIXe siècle suggérant l'existence en cet endroit d'une villa.
Au XIIe siècle Damjustin était le chef-lieu de la « mairie » de l'Assise-sur-l'Eau (rattachée alors à la prévôté de Belfort) qui comprenait également Andelnans, le hameau de Leupe qui fait maintenant partie de Sévenans, Moval, Trétudans et Dorans.
Lors du partage de la succession de Renaud de Bourgogne, en 1347, ces domaines revinrent à Adélaïde, marquise de Bade, fille de Renaud et de la comtesse Jeanne de Montbéliard. Le 25 novembre, lors de la fête de la Sainte-Catherine, la duchesse Catherine de Bourgogne, fait don du moulin de l'Assise de Danjoutin à l'hôpital des Poules, fondé en 1349 dans l'enceinte de Belfort par Jeanne de Montbéliard.
Comme une grande partie de la région, Danjoutin dépend du comté de Ferrette et de la Maison d'Autriche. Après avoir été dévasté par les Écorcheurs en 1441, le village est détruit par les Suédois en 1633 pendant la guerre de Trente Ans.
En 1648, la région de Belfort devint possession du comte de La Suze, mais, en raison de sa participation malheureuse à la Fronde, Louis XIV donne  la terre de Belfort en 1654 à son ministre Mazarin.
Pendant la Guerre franco-allemande de 1870, les 7 et 8 janvier 1871, le village est le théâtre de violents combats entre troupes françaises et prussiennes. Danjoutin est témoin d'un des événements majeurs du conflit. Le 3 novembre, l'armée prussienne encercle la région belfortaine et resserre son étau progressivement. Situé au pied de la colline des Perches fortifié par les hommes du colonel Denfert-Rochereau, le village devient un enjeu majeur car sa prise permettrait aux Prussiens d'attaquer le fort qui le domine. Durant plus d'un mois, la localité se trouve en première ligne avec une partie de sa population.
Danjoutin commence à se développer au cours du XIXe siècle, passant de 400 habitants en 1803 à 694 en 1872 grâce à l'établissement de l'industrie textile dès 1844 mais le boom se produit avec l'arrivée de nombreux Alsaciens après 1872 et l'installation de la câblerie de la société Stein qui fournit les câbles des ascenseurs de la Tour Eiffel.
Le village a été desservi par la ligne de Belfort à Sochaux de la compagnie des Chemins de fer d'intérêt local du Territoire de Belfort de 1913 à 1938.

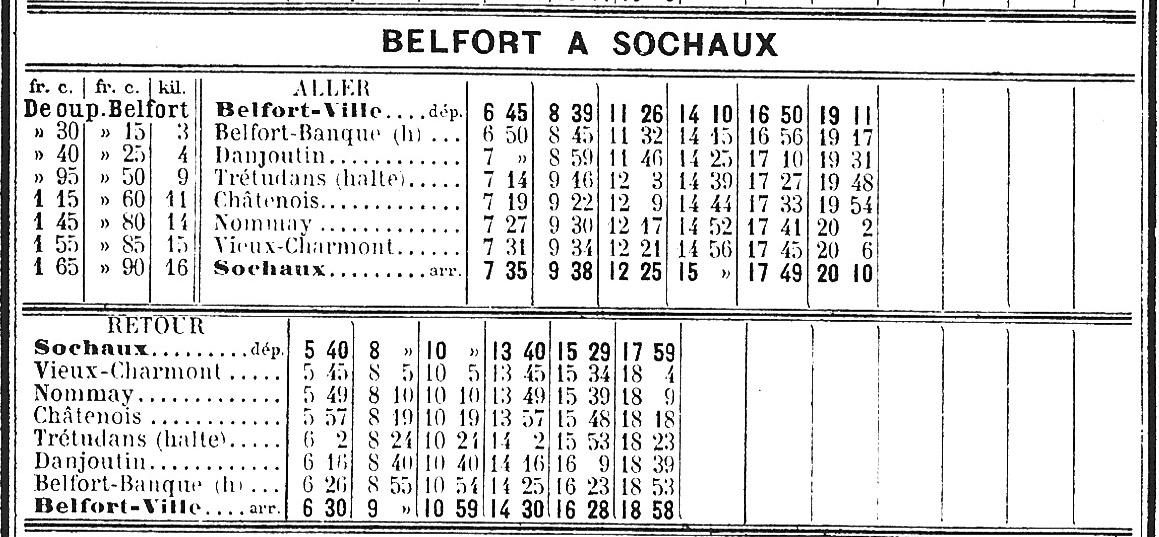
Horaires de la ligne en mai 1914.

La commune, qui a subi d'importants bombardements alliés le 25 mai 1944 a été décorée  le 11 novembre 1948 de la Croix de guerre 1939-1945 avec étoile d'argent.

## Politique et administration

### Rattachements administratifs et électoraux
Rattachements administratifs
La commune se trouve  dans l'arrondissement de Belfort du département du Territoire de Belfort.
En 1967, la commune devient le chef-lieu du canton de Danjoutin, créé par redécoupage de l'ancien canton de Belfort. Dans le cadre du redécoupage cantonal de 2014 en France, cette circonscription administrative territoriale a disparu, et le canton n'est plus qu'une circonscription électorale.
Rattachements électoraux
Pour les élections départementales, la commune fait partie depuis 2014 du canton de Bavilliers
Pour l'élection des députés, elle fait partie de la première circonscription du Territoire de Belfort.

### Intercommunalité
Danjoutin était membre de la communauté de l'Agglomération Belfortaine, un établissement public de coopération intercommunale (EPCI) à fiscalité propre créé en 1999 et auquel la commune avait  transféré un certain nombre de ses compétences, dans les conditions déterminées par le code général des collectivités territoriales.
Cette intercommunalité a fusionné avec la communauté de communes du Tilleul et de la Bourbeuse pour former, le 1er janvier 2017, la communauté d'agglomération dénommée le Grand Belfort, dont Châtenois-les-Forges est désormais membre.

### Tendances politiques et résultats
Lors du premier tour des élections municipales de 2014 dans le Territoire de Belfort, la liste menée par le maire sortant EELV  Daniel Feurtey obtient la majorité des suffrages exprimés, avec 809 voix (54,40 %, 18 conseillers municipaux élus dont 2 communautaires), devançant celle UMP de Gilles Dichamp, qui a obtenu 678 voix (5 conseillers municipaux élus dont 1 communautaire), lors d'un scrutin où 35,62 % des électeurs se sont abstenus.
Lors du premier tour des élections municipales de 2020 dans le Territoire de Belfort, la liste EELV/DVG  menée par Emmanuel Formet — qui avait le soutien du maire sortant Daniel Feurtey, qui ne se représentait pas — obtient la majorité absolue des suffrages exprimés, avec 541 voix (54,37 %, 21 conseillers  municipaux élus dont 2 communautaires), devançant celle DVD menée par Emmanuel Dessaint, qui a obtenu 454 voix (45,63 %, 6 conseillers municipaux élus), lors d'un scrutin marqué par la pandémie de Covid-19 en France où 56,89 % des électeurs se sont abstenus,.

### Liste des maires
| Période      | Période                        | Identité         | Étiquette        | Qualité |
| ------------ | ------------------------------ | ---------------- | ---------------- | --- |
| février 1945 | septembre 1945                 | Léon Dauer       |                  | |
| 1945         | 1947                           | Paul Petet       |                  | |
| 1947         | 1956                           | Gabriel Dubail   |                  | |
| 1956         | mars 1983                      | Marcel Cheval    | MRP puis CD      | Retraité SNCF Conseiller général de Danjoutin (1967 → 1973) Chevalier du Mérite social                       |
| mars 1983    | mars 2001                      | Prosper Géhendez | UMP              | Ancien adjoint au maire Chevalier de la Légion d'honneur                                                     |
| mars 2001    | mai 2020                       | Daniel Feurtey   | Les Verts → EÉLV | Conseiller pédagogique Conseiller général de Danjoutin (2011 → 2015)                                         |
| mai 2020     | En cours (au 12 décembre 2024) | Emmanuel Formet  | EÉLV puis DVG    | Responsable d'équipe chez General Electric turbines gaz Conseiller départemental de Bavilliers (2021 → 2024) |

### Politique de développement durable
La commune a engagé une politique de développement durable en lançant une démarche d'Agenda 21 en 2009.

### Jumelage
Danjoutin est jumelée depuis 1989 avec Leinzell, une ville allemande du Bade-Wurtemberg située à une soixantaine de kilomètres de Stuttgart.

## Population et société

### Démographie
L'évolution du nombre d'habitants est connue à travers les recensements de la population effectués dans la commune depuis 1793. Pour les communes de moins de 10 000 habitants, une enquête de recensement portant sur toute la population est réalisée tous les cinq ans, les populations de référence des années intermédiaires étant quant à elles estimées par interpolation ou extrapolation. Pour la commune, le premier recensement exhaustif entrant dans le cadre du nouveau dispositif a été réalisé en 2005.

En 2022, la commune comptait 3 531 habitants, en évolution de −5,06 % par rapport à 2016 (Territoire de Belfort : −2,78 %, France hors Mayotte : +2,11 %).
| 1793 | 1800 | 1806 | 1821 | 1831 | 1836 | 1841 | 1846 | 1851 |
| ---- | ---- | ---- | ---- | ---- | ---- | ---- | ---- | ---- |
| 361  | 406  | 426  | 462  | 555  | 489  | 568  | 676  | 671  |

| 1856 | 1861 | 1866 | 1872 | 1876  | 1881  | 1886  | 1891  | 1896  |
| ---- | ---- | ---- | ---- | ----- | ----- | ----- | ----- | ----- |
| 721  | 712  | 654  | 694  | 1 199 | 1 398 | 1 690 | 1 726 | 1 963 |

| 1901  | 1906  | 1911  | 1921  | 1926  | 1931  | 1936  | 1946  | 1954  |
| ----- | ----- | ----- | ----- | ----- | ----- | ----- | ----- | ----- |
| 2 312 | 2 541 | 2 741 | 2 731 | 3 081 | 3 166 | 3 071 | 2 225 | 2 811 |

| 1962  | 1968  | 1975  | 1982  | 1990  | 1999  | 2005  | 2006  | 2010  |
| ----- | ----- | ----- | ----- | ----- | ----- | ----- | ----- | ----- |
| 3 317 | 3 520 | 3 695 | 3 451 | 3 103 | 3 383 | 3 558 | 3 558 | 3 486 |

| 2015  | 2020  | 2022  | - | - | - | - | - | - |
| ----- | ----- | ----- | - | - | - | - | - | - |
| 3 707 | 3 573 | 3 531 | - | - | - | - | - | - |

### Enseignement

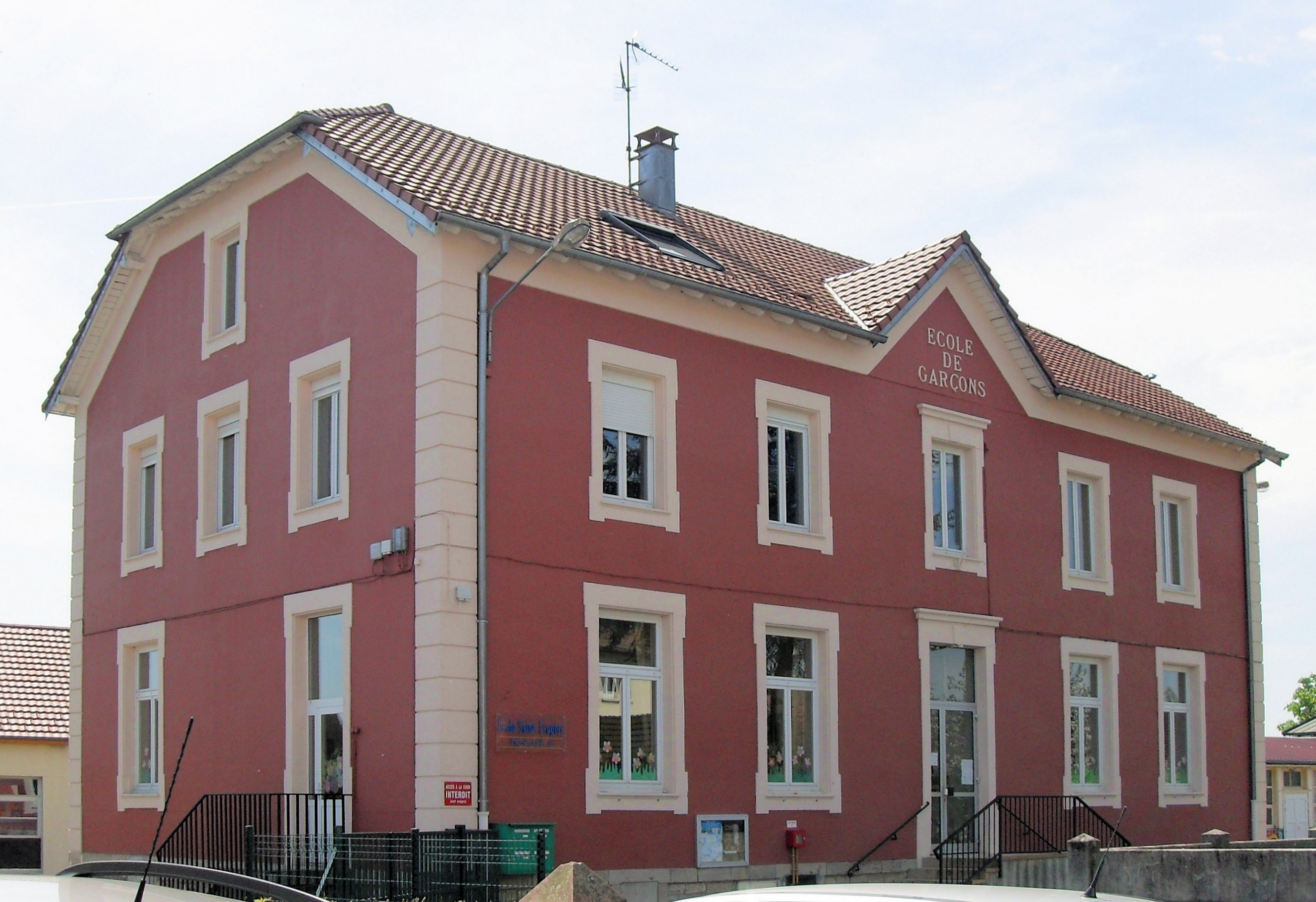
L'école Saint-Exupéry.

[Quand ?]Il y a trois écoles primaires (2 écoles publiques et 1 école privée sous contrat) ainsi que le Collège Mozart (collège public géré par le conseil départemental du Territoire de Belfort).

### Santé
L’hôpital Nord Franche-Comté situé près de Danjoutin à Trévenans est accessible par :
- Ligne 3 du Réseau d’Autobus Optymo depuis l’arrêt « Jacquot » (en référence à l’ancien maire, le docteur Eugène Jacquot) jusqu’à l’arrêt « Hôpital NFC ». Temps du trajet : environ 15 minutes
- Route Nationale en direction de Meroux en passant par le col du Bosmont pour y accéder très rapidement. Temps du trajet : Pas plus de 8 minutes
- Route Départementale via Andelnans, Dorans et Botans dn direction de Trevenans. Temps du trajet : 15 minutes
- Train TER en direction de Delle depuis la gare de Danjoutin, s’arrêter à la gare de Belfort-Montbéliard TGV (Meroux) et marcher jusqu’à l’hôpital. Temps du trajet : 10 minutes

### Cultes
- L'église catholique Saint-Just : on y célèbre sous les deux formes du rite romain : ordinaire et extraordinaire.

## Culture locale et patrimoine

### Lieux et monuments
- Le fort des Basses Perches[32].
- Le Réduit de Bosmont

Fortifications
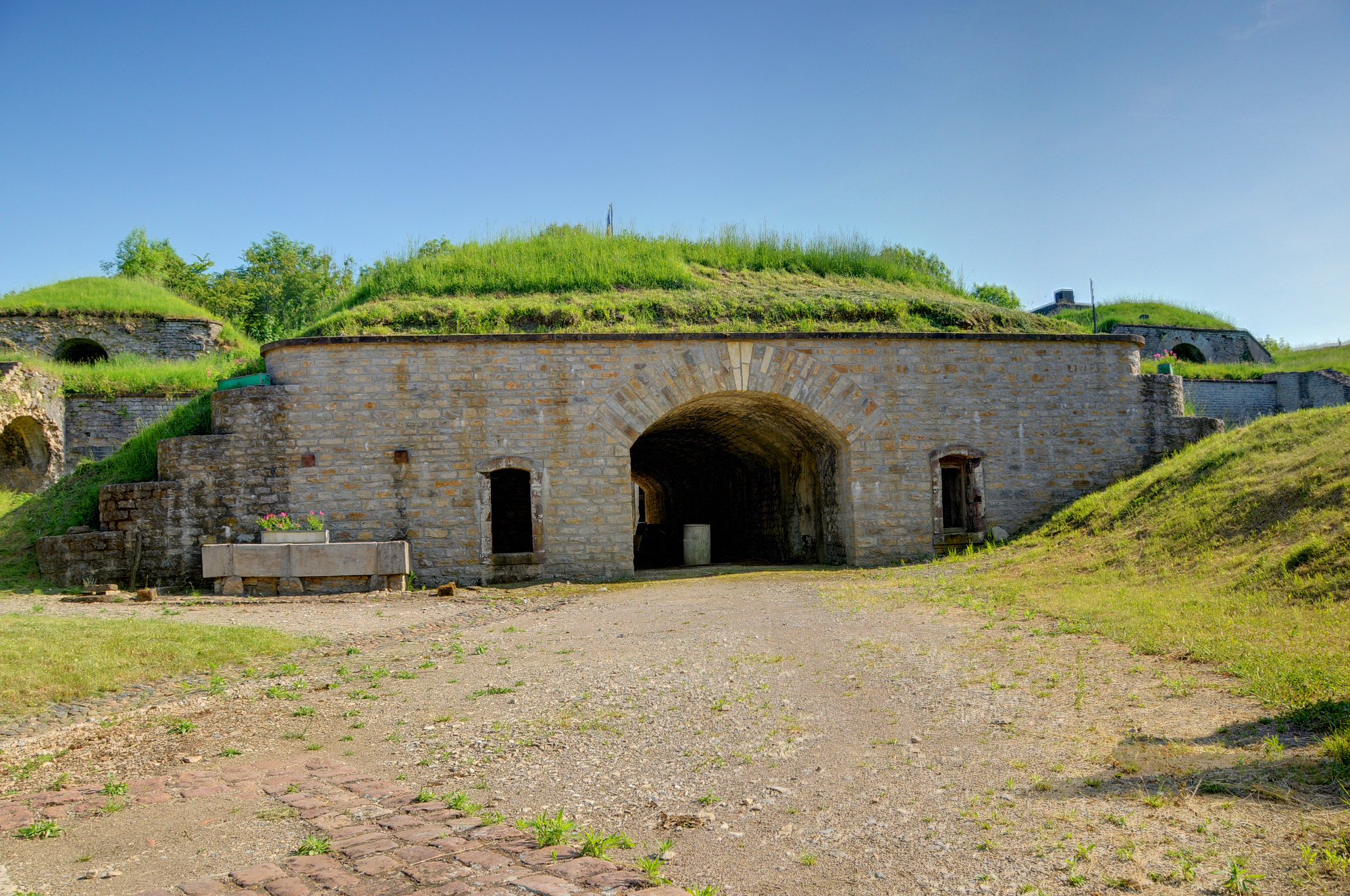
Le fort des Basses Perches Photo : Thomas Bresson
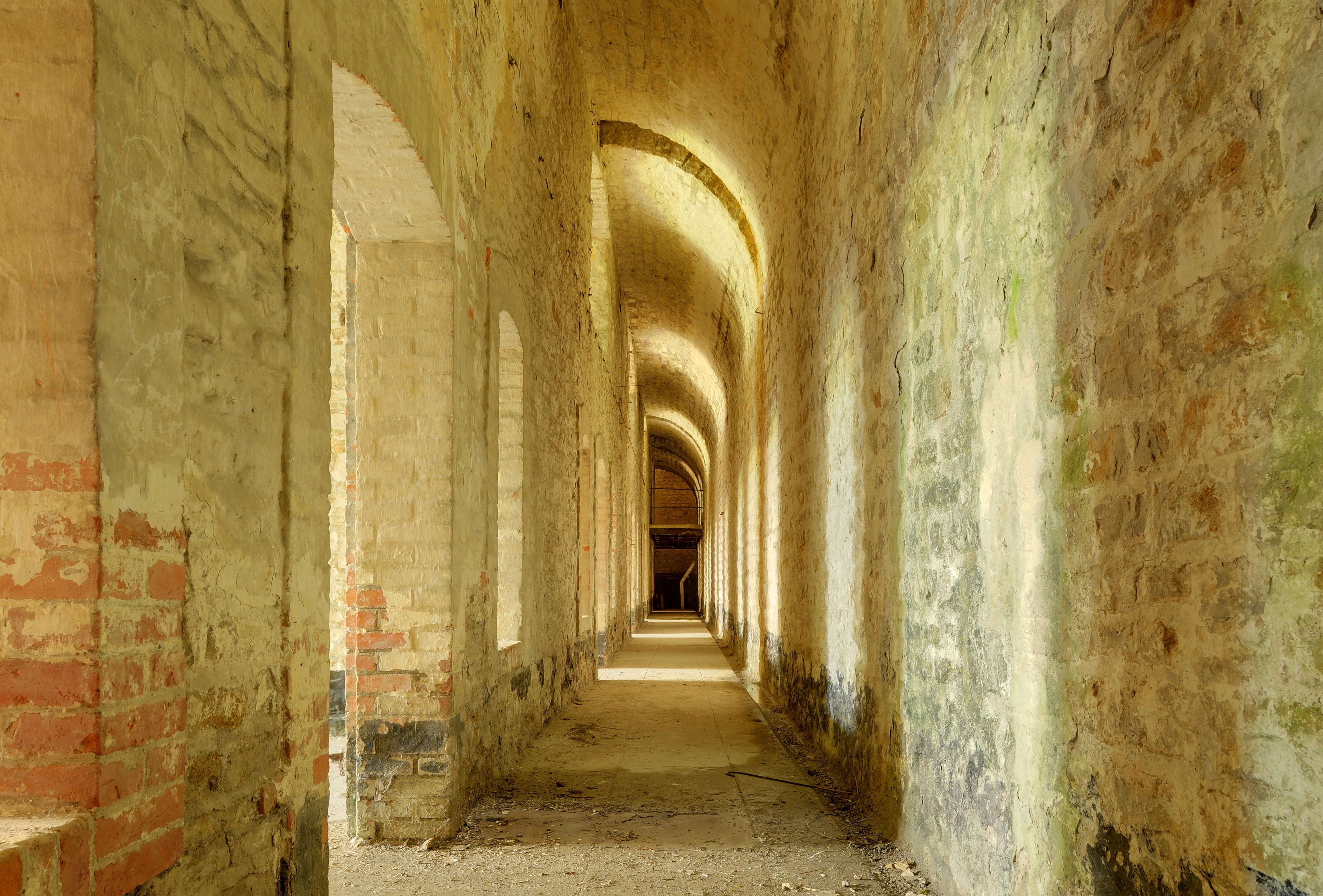
L'arrière des chambrées du Fort des Basses Perches. Photo : Thomas Bresson
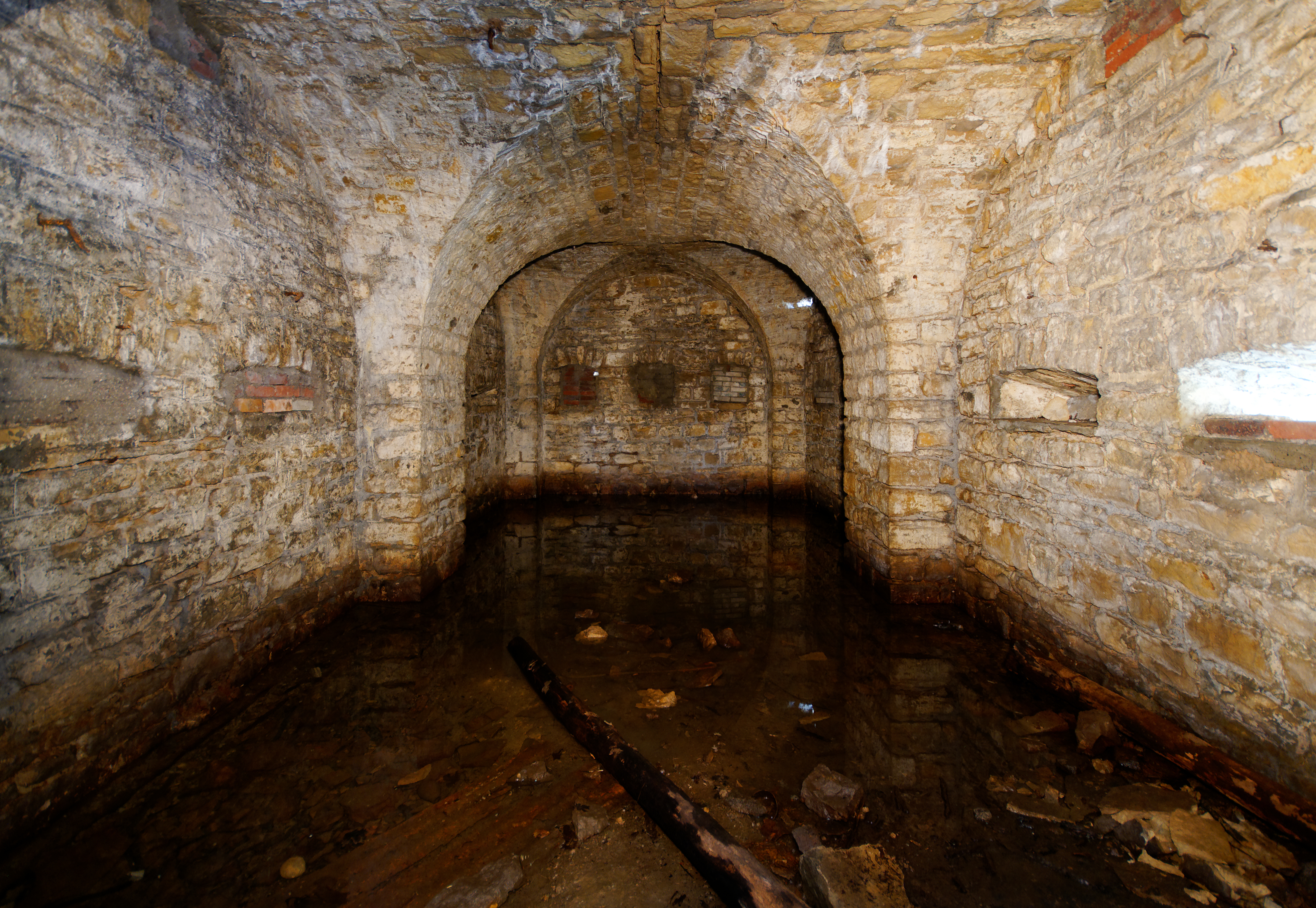
La caponnière double Est du Réduit de Bosmont Photo : Thomas Bresson.
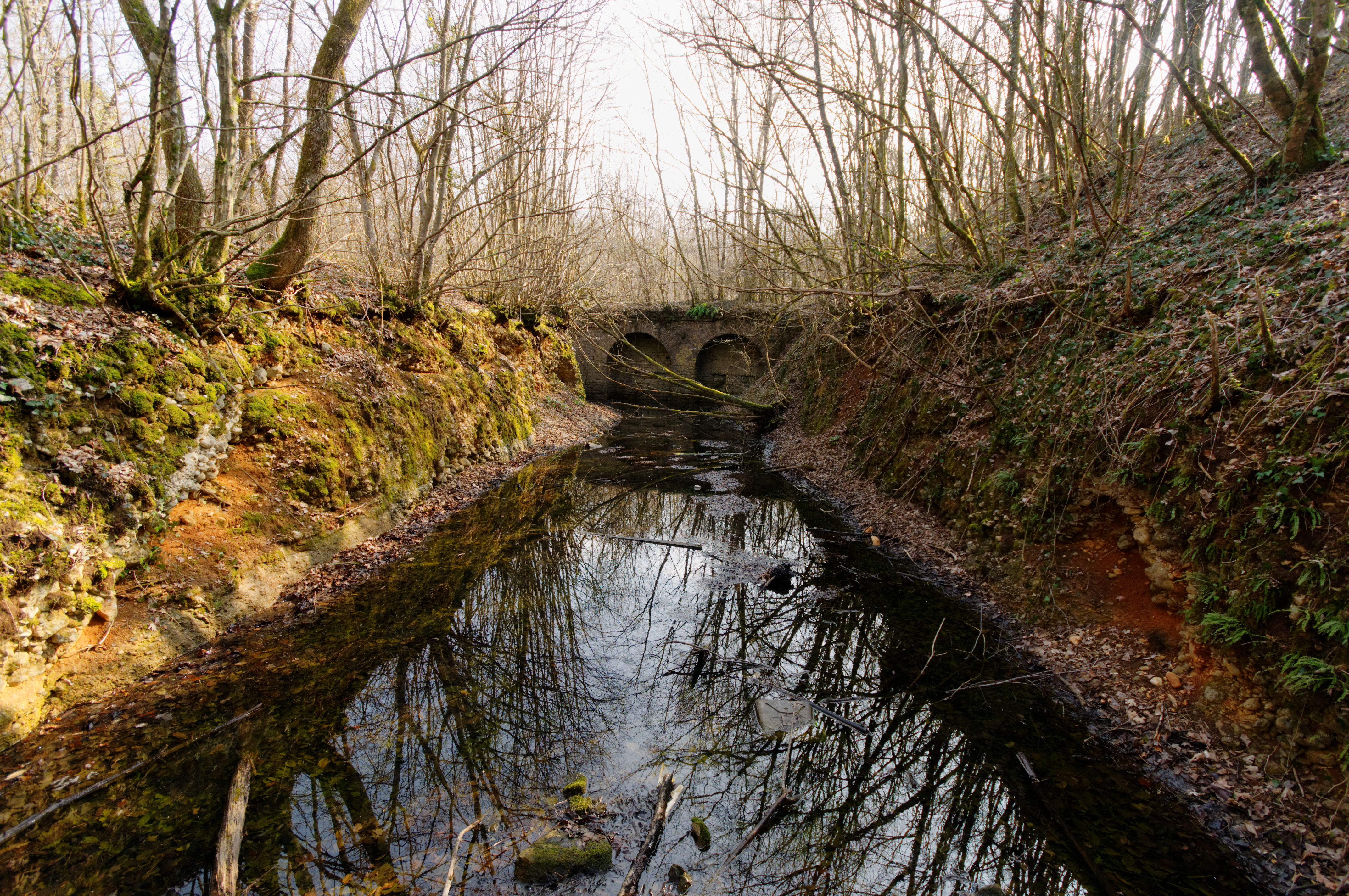
Fossé Est du Réduit de Bosmont Photo : Thomas Bresson.

- La mairie.
- L'église Saint-Just, construite vers 1771 puis agrandie au XXe siècle. 
Elle est victime d'un incendie détruisant l'orgue[33] et une partie du clocher en juin 2011[34],[35]. 
Un nouvel orgue de 24 jeux réalisé par le facteur Londe dans le style baroque d’Allemagne  est implanté sur une petite estrade, en bas dans la nef et a été inauguré en 2015[36]. 
L'horloge de l'église a été réalisée en 1930 par J & A Ungerer[37]

- Monuments aux morts[38] : 
  - Monument aux morts, près de l'église ;
  - Monument aux morts de la guerre franco-allemande de 1870, au cimetière ;
  - Monument commémoratif 1870-1871, en face de la mairie, à l'arrière du monument aux Morts.
- La fontaine Saint-Tiburce[39] ;
- Les monuments commémoratifs :
  - Le buste Émile-Louis Heck,
  - La place du Souvenir,
- Le circuit de découverte du patrimoine naturel[40].

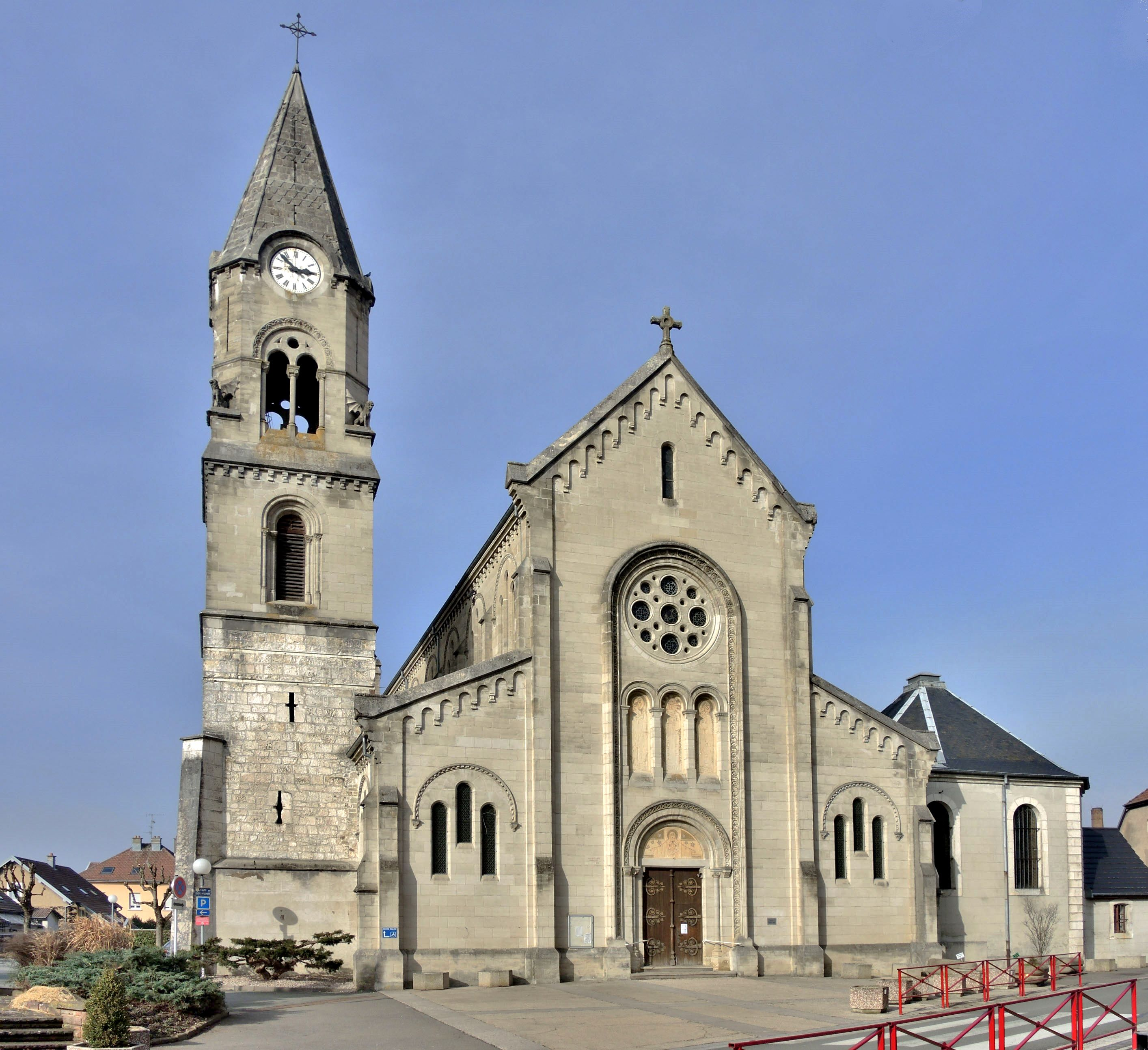
Église Saint-Just.
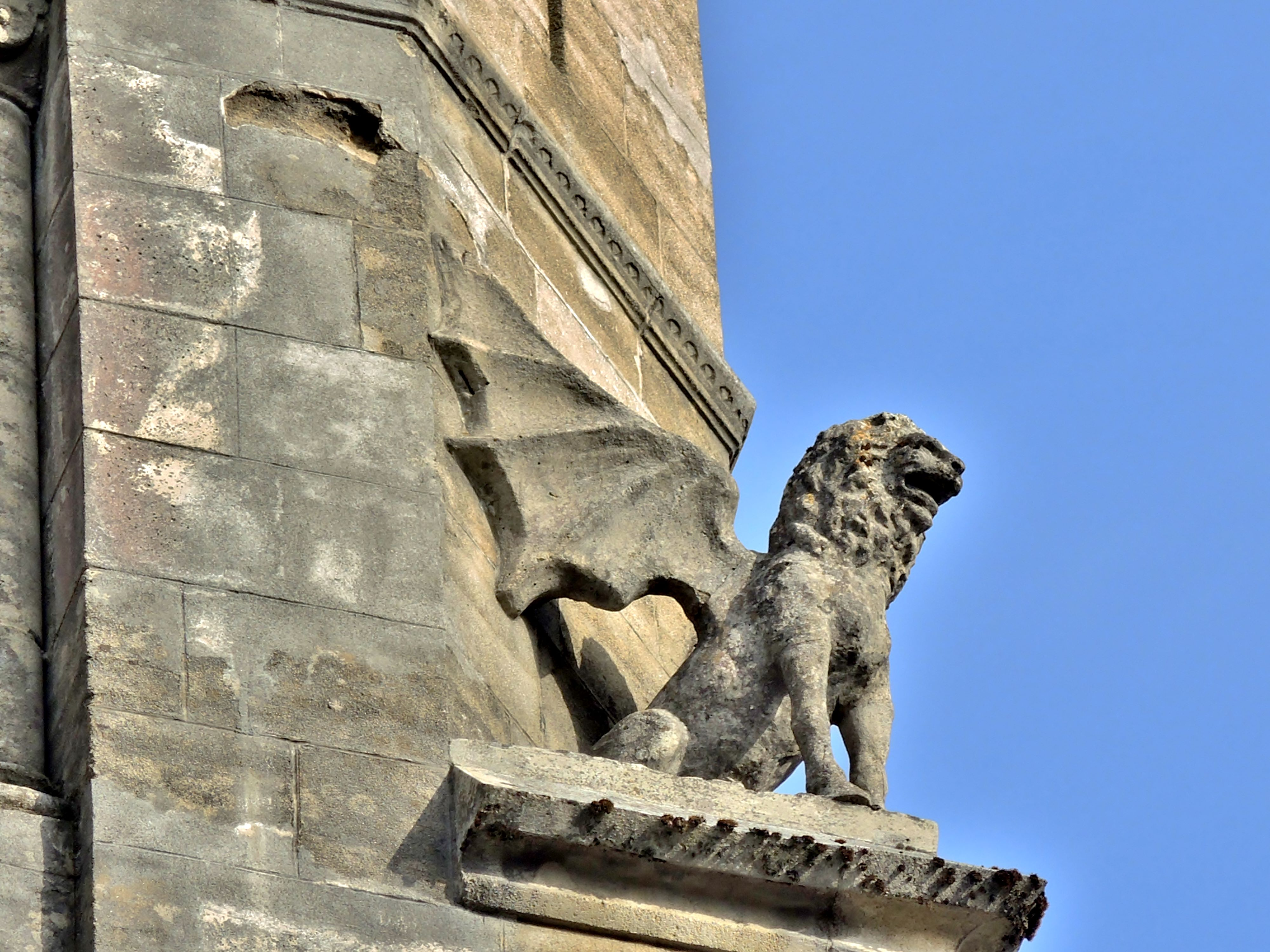
Un des quatre lions ailés sur le clocher de l'église Saint Just de Danjoutin
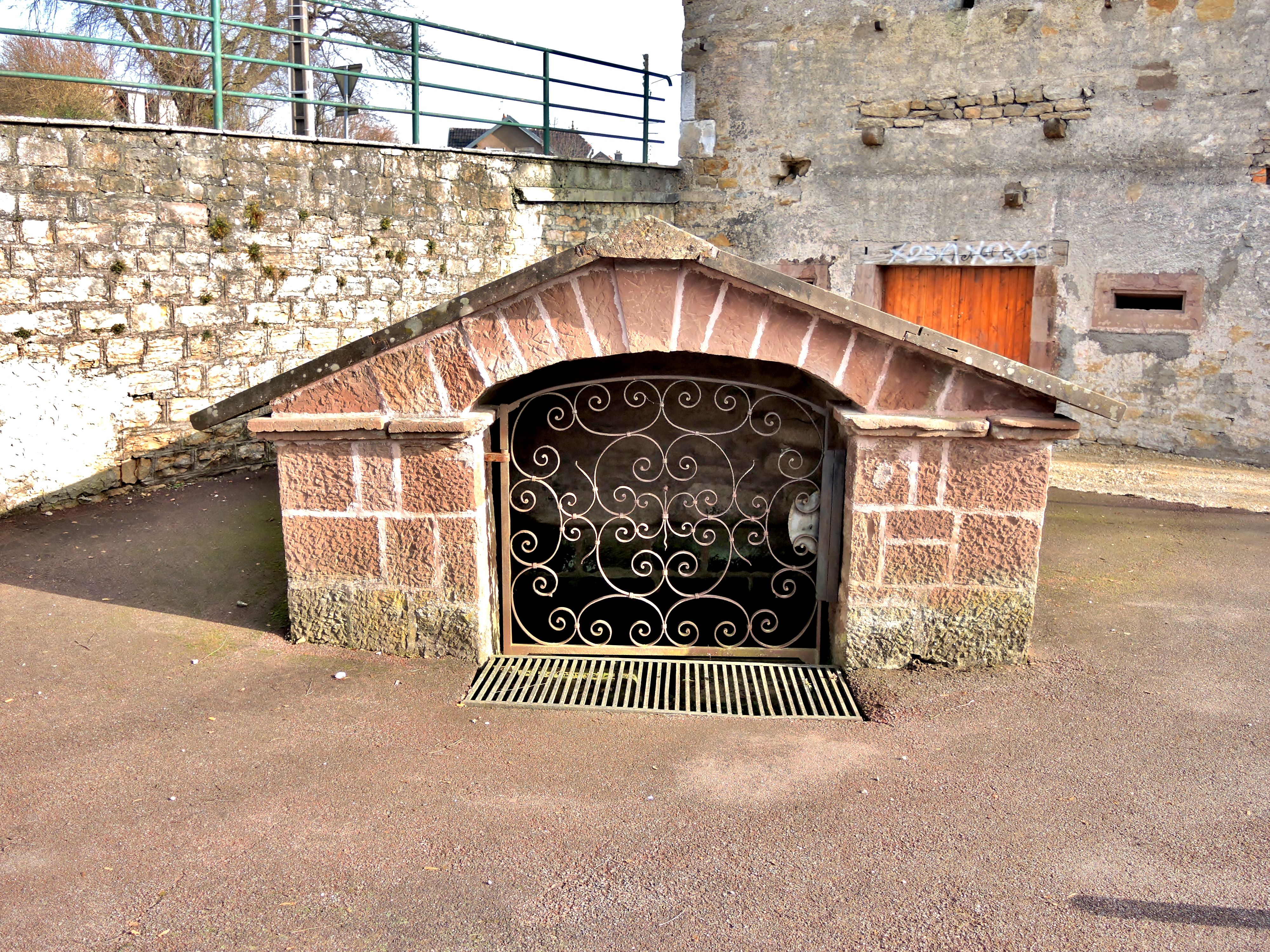
Fontaine saint Tiburce
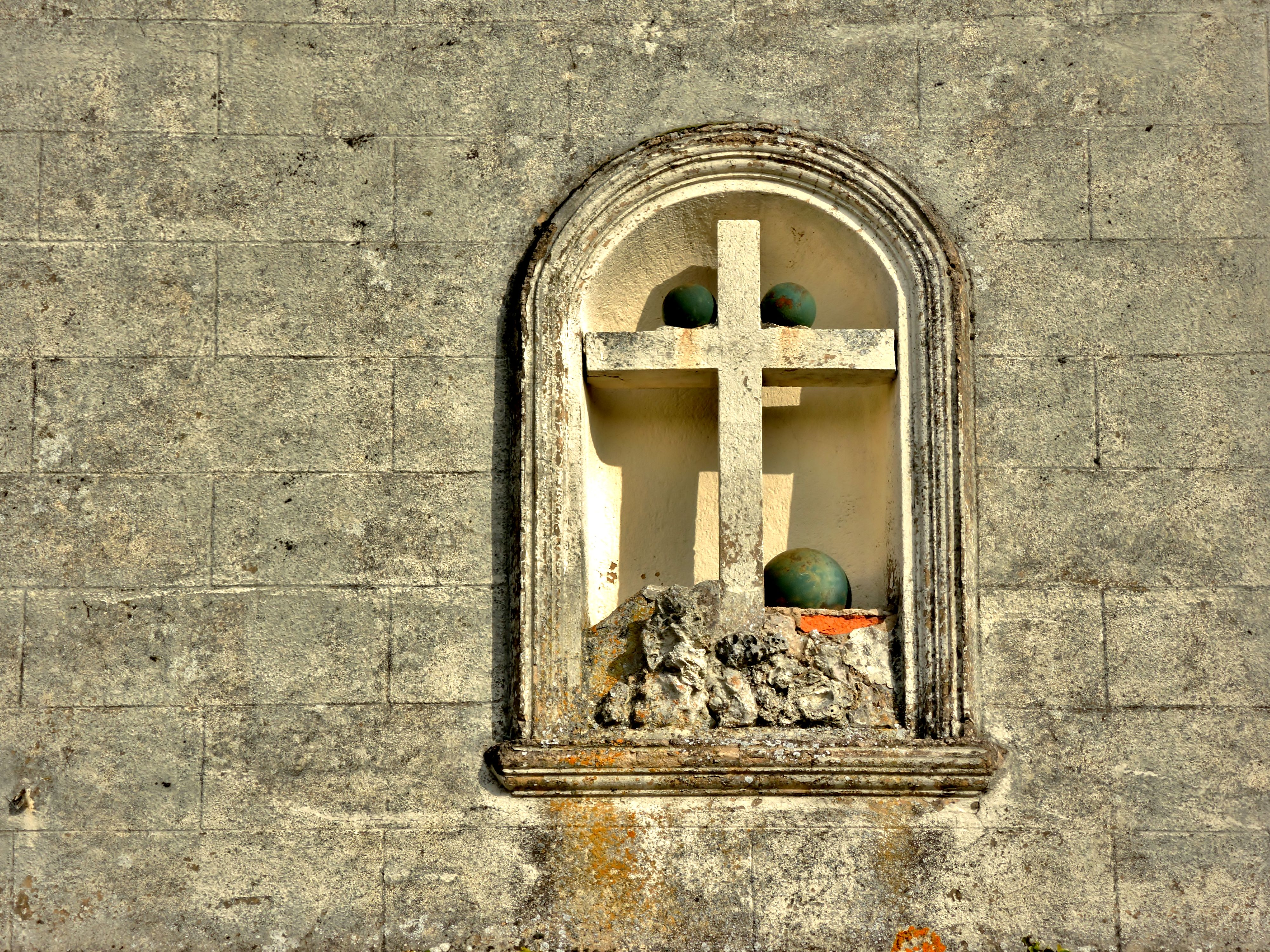
Boulets de canon sur une croix , sur une façade de maison

- Patrimoine industriel de la commune :
  - Tissage et filature de coton Bornèque, puis de la Société des Filatures et Tissages de Danjoutin, 16 à 30 rue d' Andelnans[17].
  - Usine de blanchiment et de teinturerie J. Schmitt, puis Guth et Cie, puis Teinturerie Alsacienne, puis usine de produits chimiques Beauseigneur, 16 rue du Docteur Fréry[41].
  - Tréfilerie, puis usine de construction mécanique Stein, 22 rue du Général Leclerc[42]..

### Personnalités liées à la commune

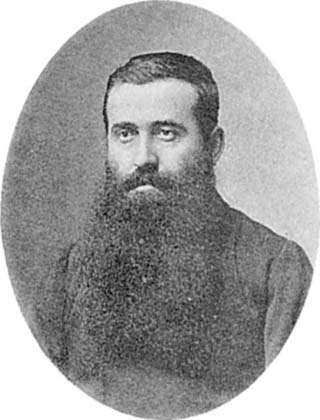
Émile-Louis Heck.

- Émile-Louis Heck (1866–1943), né à Danjoutin, premier professeur de  littérature française a l'Université impériale de Tokyo, et Grand directeur de l'Étoile du matin
- Jacques Joseph Reymann, né à Danjoutin, peintre français.

### Héraldique
| Armes de Danjoutin | Les armes peuvent se blasonner ainsi : « d'or aux deux loups d'azur passant l'un sur l'autre. » |